# Kasteel Ter Laken

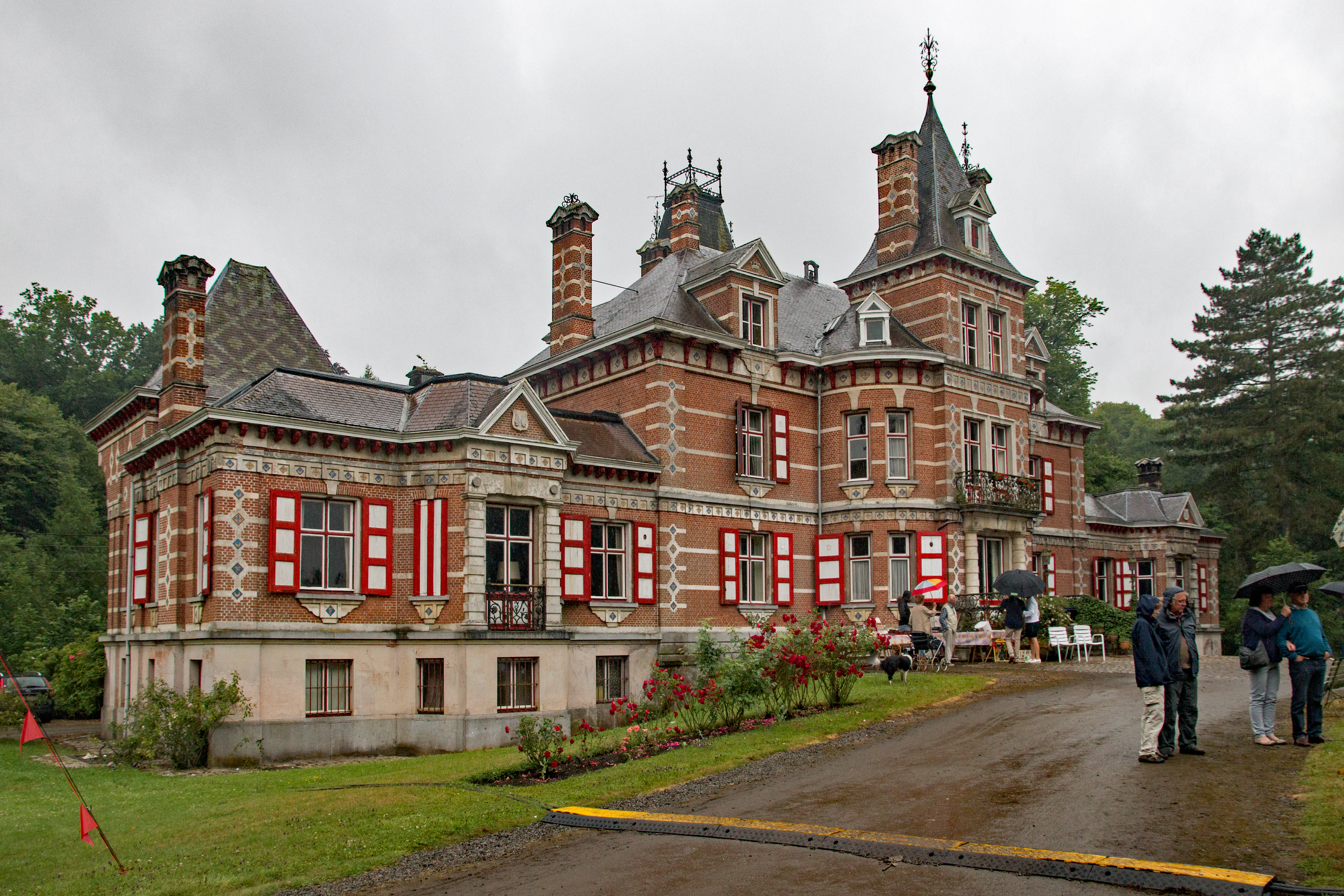
Kasteel Ter Laken

Het Kasteel Ter Laken is een kasteel in de tot de Antwerpse gemeente Heist-op-den-Berg behorende plaats Booischot, gelegen aan de Hofdreef 2.

## Geschiedenis
Al in de 14e eeuw was er sprake van een domein op deze plaats dat de zetel vormde van de heerlijkheid Ter Laken. In de 17e eeuw kwam deze in bezit van de familie Della Faille. Telgen van deze familie hebben een belangrijke rol gespeeld bij de ontwikkeling van Booischot.
Omstreeks 1800 werd het kasteel herbouwd.
Alfons della Faille de Levergem, die van 1836 tot 1842 burgemeester van Booischot was, erfde het domein in 1868 en liet het van 1871-1874 herbouwen naar ontwerp van Joseph Claes. Door huwelijken kwam het via de familie de Turck de Kersbeek in bezit van de familie de Gruben. in 1928 werd in opdracht van Hervé de Gruben een villa met lusttuin op het domein gebouwd.

## Kasteel
Het kasteel is een groot complex in Vlaamse neorenaissancestijl, gebouwd in baksteen met veel gebruik van natuursteen. De ingangspartij is gebouwd als een toren van drie bouwlagen. Ook de huiskapel is voorzien van een toren. Veel vensters hebben een driehoekig fronton. De versieringen omvatten ook allerlei tegeltjes met maansikkel- en Frans leliemotief.
Diverse salons hebben een neogotische inrichting.

## Domein
Het kasteeldomein wordt in het noorden begrensd door de Grote Nete. Ook de Oude Molenbeek en de Herseltse Loop stromen door of langs het domein dat onder meer door een lindendreef kan worden bereikt.
Het terrein omvat een eikenbos, graslanden, diverse waterpartijen en een aantal bijgebouwen waaronder een hoeve, een boswachterswoning en een villa in cottagestijl. Ook is er een ijskelder met paviljoen, dat kort na 1997 werd ingericht als boskapel. Deze bezit ook enkele neogotische reliëfs, afkomstig uit een niet nader bekende abdij.